# Ненсі Джейн Каррі
Ненсі Джейн Каррі (англ. Nancy Jane Currie; нар. 29 грудня 1958, Вілмінгтон) — астронавт НАСА. Здійснила чотири космічні польоти на шаттлах: STS-57 (1993, «Індевор»), STS-70 (1995, «Діскавері»), STS-88 (1998, «Індевор») і STS-109 (2002, «Колумбія»), полковник Армії США.

## Освіта
- В 1977 році закінчила середню школу в Трої, Огайо.
- У 1980 році здобула ступінь бакалавра в галузі біології, закінчивши з відзнакою Університет штату Огайо, в місті Колумбус.
- У 1985 році здобула ступінь магістра в галузі «системи безпеки» в Університеті Південної Каліфорнії.
- У 1997 році здобула ступінь доктора наук у галузі машинобудування в Університеті Х'юстона.

## В армії США
Керрі прослужила в армії США понад 22 років. До свого призначення в НАСА в 1987 році, вона пройшла навчання в льотному училищі на пілота гвинтокрилих апаратів і згодом була спрямована льотчиком-інструктором в армію США. Вона працювала на різних керівних посадах в тому числі була командиром відділення, взводу, і авіаційної ланки. Вона мала наліт понад 3900 годин на різних типах вертольотів і літаків.

## Підготовка до космічних польотів
Брала участь у 12-му наборі астронавтів, у вересні 1987 року, після чого стала працювати в НАСА інженером на комплексі «бортовий симулятор», який моделює польотні характеристики шаттла. У січні 1990 року була зарахована в загін НАСА у складі тринадцятого набору, кандидатом в астронавти. Стала проходити навчання за курсом загальнокосмічної підготовки. Після закінчення курсу, у липні 1991 року отримала кваліфікацію «спеціаліст польоту» і призначення в Офіс астронавтів НАСА.

## Польоти в космос

### Перший політ
STS-57, шаттл «Індевор». З 21 червня по 1 липня 1993 як «фахівець польоту». Основна мета польоту: доставка шаттлом європейського робота-маніпулятора, вихід у відкритий космос двох членів екіпажу, проведення різних експериментів у першому польоті Спейсхеба, продовження медико-біологічних досліджень та астрономічних спостережень. Тривалість польоту склала 9 діб 23 години 46 хвилин.

### Другий політ
STS-70, шаттл «Діскавері». З 13 по 22 липня 1995 як «фахівець польоту». Екіпаж виконав різні експерименти і вивів на орбіту шостий і останній супутник НАСА для стеження і ретрансляції даних. Тривалість польоту склала 8 діб 22 години 21 хвилину.

### Третій політ
STS-88, шаттл «Індевор». З 4 до 16 грудня 1998 року як «фахівець польоту». Це була перша будівельна місія, виконана НАСА за програмою збірки Міжнародної космічної станції. Основним завданням місії було доставлення на орбіту американського модуля «Юніті» (Unity) з двома стикувальними перехідниками й пристикування модуля «Юніті» до російського модуля «Зоря». У вантажному відсіку шаттла знаходилися також два демонстраційні супутники MightySat, а також аргентинський дослідницький супутник. Ці супутники були запущені після того, як екіпаж шаттла закінчив роботи пов'язані з МКС, і шаттл відстикувався від станції. Польотне завдання було успішно виконано, в ході польоту екіпажем було здійснено три виходи у відкритий космос. Тривалість польоту склала 11 днів 19 годин 19 хвилин.

### Четвертий політ
STS-109, шаттл «Колумбія». З 1 по 12 березня 2002 року як «фахівець польоту». Основним завданням третьої місії до телескопа були ремонт та дооснащення космічного телескопа імені Хаббла. Крім цього в польотне завдання STS-109 були включені два додаткові експерименти технічного характеру (навігація за допомогою системи GPS і визначення характеристик при посадці з боковим вітром), 8 експериментів медичного характеру та освітня програма, що передбачає створення 20-хвилинних відеоуроків і сеанси зв'язку зі школами. Астронавти здійснили 5 виходів у відкритий космос. Тривалість польоту склала 10 днів 22 години 11 хвилин.

## Після польотів
У червні 2002 року пішла з загону астронавтів, а в січні 2005 року звільнилася з НАСА. У вересні 2005 року повернулася на роботу в НАСА і була прийнята астронавтом-менеджером, працювала у Відділі автоматики, робототехніки та тренажерів в Космічному Центрі імені Джонсона, в Х'юстоні, штат Техас.